# Argyris Xafis
Argyris Xafis, född 6 november 1976 i Peristéri, är en grekisk skådespelare.

## Filmografi (i urval)
- (2002) - Fevga TV-serie
- (2001) - Dekapendavgoustos
- (2001) - Nobody Loses Forever
- (2000) - Mavro Gala